# چرخ‌ریسک هیرکانی
چرخ‌ریسک هیرکانی یا چرخ‌ریسک خزری (نام علمی: Poecile hyrcanus) نام یک گونه از سرده پوسیل است. این گونه شباهت زیادی به چرخ‌ریسک بید دارد. چرخ‌ریسک هیرکانی در جمهوری آذربایجان و شمال ایران زندگی می‌کند.